# Miss Nueva Esparta
El Miss Nueva Esparta, es un concurso de belleza, cuya finalidad es escoger y preparar la representante de este estado insular del país al Miss Venezuela; además para la participación de sus candidatas a nivel Internacional.
Las candidatas son designadas por la organización Miss Venezuela. No obstante, las candidatas seleccionadas para portar esta banda, representan al estado con mucha dedicación y ahínco, de manera de poder resaltar la hermosura de sus Mises Neoespartanas, además de resaltar la hermosura de su gente luchadora y persistente.

## Miss Nueva Esparta en el Miss Venezuela
La siguiente lista muestra todas las candidatas que han sido coronadas como Miss Nueva Esparta, y por ende, que han participado en el Miss Venezuela. La primera reina de esta región fue Verónica Rodulfo Campos, Miss Nueva Esparta 1952. Hasta el 2024, han sido coronadas 67 mises como Reinas de la entidad.
Color Clave
- Ganador
- Finalistas
- Semi Finalistas

| Año  | Candidata                              | Edad                         | Ciudad de Origen             | Colocación                                                      | Premios                            |                              |
| ---- | -------------------------------------- | ---------------------------- | ---------------------------- | --------------------------------------------------------------- | ---------------------------------- | ---------------------------- |
| 1952 | Verónica Rodulfo Campos                |                              |                              | No Clasificó                                                    |                                    |                              |
| 1953 | No Compitió                            | No Compitió                  | No Compitió                  | No Compitió                                                     | No Compitió                        | No Compitió                  |
| 1954 | No se celebró Miss Venezuela           | No se celebró Miss Venezuela | No se celebró Miss Venezuela | No se celebró Miss Venezuela                                    | No se celebró Miss Venezuela       | No se celebró Miss Venezuela |
| 1955 | Elka Pérez Hernández                   |                              |                              | No Clasificó                                                    |                                    |                              |
| 1956 | Ennia Mendoza                          |                              |                              | No Clasificó                                                    |                                    |                              |
| 1957 | Brenda Kohn Coronado                   |                              |                              | No Clasificó                                                    |                                    |                              |
| 1958 | No Compitió                            | No Compitió                  | No Compitió                  | No Compitió                                                     | No Compitió                        | No Compitió                  |
| 1959 | No se celebró Miss Venezuela           | No se celebró Miss Venezuela | No se celebró Miss Venezuela | No se celebró Miss Venezuela                                    | No se celebró Miss Venezuela       | No se celebró Miss Venezuela |
| 1960 | Mélida Ortiz                           |                              |                              | No Clasificó                                                    |                                    |                              |
| 1961 | Emilia Salinas                         |                              |                              | Se Retiró                                                       | Se Retiró                          |                              |
| 1962 | Virginia Elizabeth Bailey Lazzari      | 17                           | Caracas                      | 3º Lugar (2.ª Finalista)                                        |                                    |                              |
| 1963 | Martha Almenar                         |                              |                              | No Clasificó                                                    | Miss Fotogénica                    |                              |
| 1964 | Hildegarth Rodríguez Velásquez         |                              |                              | 5º Lugar (4.ª Finalista)                                        |                                    |                              |
| 1965 | Lexis Jiménez Hernández                |                              |                              | No Clasificó                                                    |                                    |                              |
| 1966 | Vivian Beatriz Blanco Fombona          | 18                           | Puerto La Cruz               | No Clasificó                                                    |                                    |                              |
| 1967 | Janet Adams Rosales                    |                              |                              | No Clasificó                                                    |                                    |                              |
| 1968 | Norah Williams Troconis                |                              |                              | No Clasificó                                                    |                                    |                              |
| 1969 | Anna Maria Pinoni Pretel               |                              |                              | No Clasificó                                                    |                                    |                              |
| 1970 | Marisela Maritza Berti Díaz            | 19                           | Maracaibo                    | 5º Lugar (4.ª Finalista)                                        |                                    |                              |
| 1971 | María Dubravka Purkarevic Podunavac    | 17                           | Maracaibo                    | 3º Lugar (2.ª Finalista)                                        |                                    |                              |
| 1972 | María Antonieta Campoli Prisco         | 16                           | Isola del Liri (Italia)      | Miss Venezuela 1972                                             |                                    |                              |
| 1973 | Ana Julia Osorio                       |                              |                              | No Clasificó                                                    | Miss Amistad                       |                              |
| 1974 | Maria Elena Ramírez Padrón             |                              |                              | No Clasificó                                                    |                                    |                              |
| 1975 | Maritza Pineda Montoya                 | 18                           | Caracas                      | Miss Venezuela 1975                                             | Miss Elegancia                     |                              |
| 1976 | Judith Josefina Castillo Uribe         | 17                           | Caracas                      | 2º Lugar (1.ª Finalista) Miss Venezuela 1976 (Asumió el Título) | Miss Amistad                       |                              |
| 1977 | No Compitió                            | No Compitió                  | No Compitió                  | No Compitió                                                     | No Compitió                        | No Compitió                  |
| 1978 | Minerva Gamboa Martín                  |                              |                              | No Clasificó                                                    |                                    |                              |
| 1979 | Nidya Elizabeth Centeno Contreras      | 18                           | Caracas                      | 5º Lugar (4.ª Finalista)                                        |                                    |                              |
| 1980 | Elizabeth Cocucci Bueno                |                              |                              | No Clasificó                                                    | Miss Fotogénica                    |                              |
| 1981 | No Compitió                            | No Compitió                  | No Compitió                  | No Compitió                                                     | No Compitió                        | No Compitió                  |
| 1982 | Thamara Angola Sarmiento               |                              |                              | No Clasificó                                                    | Miss Simpatía                      |                              |
| 1983 | Evelyn Luján Castillo                  |                              |                              | No Clasificó                                                    |                                    |                              |
| 1984 | Miriam Leydermann Eppel                | 20                           | Maracaibo                    | 3º Lugar (Miss Internacional)                                   |                                    |                              |
| 1985 | Vilma Rebeca Costoya López             | 18                           | Caracas                      | 8º Lugar (6.ª Finalista)                                        |                                    |                              |
| 1986 | Clara Catherine Taormina Severino      | 18                           |                              | No Clasificó                                                    |                                    |                              |
| 1987 | Inés María Calero Rodríguez            | 17                           | Punta de Piedras             | Miss Venezuela 1987                                             | Miss Fotogénica                    |                              |
| 1988 | Sara Cristina Salomón                  | 20                           |                              | No Clasificó                                                    |                                    |                              |
| 1989 | Beatriz Carolina Omaña Trujillo        | 20                           | Caracas                      | 3º Lugar (Miss Internacional)                                   |                                    |                              |
| 1990 | Fadia Bazzi                            |                              |                              | No Clasificó                                                    |                                    |                              |
| 1991 | Raquel Penélope Benedetti Tovar        |                              |                              | No Clasificó                                                    |                                    |                              |
| 1992 | Zulime Yelitza Regnault González       |                              |                              | No Clasificó                                                    |                                    |                              |
| 1993 | Sonia Vera Aparicio                    |                              |                              | No Clasificó                                                    |                                    |                              |
| 1994 | María Auxiliadora González Guzmán      | 24                           | Cumaná                       | 6º Lugar (3.ª Finalista)                                        |                                    |                              |
| 1995 | Jacqueline María Aguilera Marcano      | 18                           | Valencia                     | 2º Lugar (Miss Mundo)                                           |                                    |                              |
| 1996 | Ana Cepinska Miszczak                  | 18                           | Caracas                      | 2º Lugar (Miss Mundo)                                           |                                    |                              |
| 1997 | Christina Dieckmann Jiménez            | 20                           | Caracas                      | 2º Lugar (Miss Mundo)                                           |                                    |                              |
| 1998 | Carolina Sulaima Bali Mardelli         | 21                           | Maracaibo                    | No Clasificó                                                    |                                    |                              |
| 1999 | Norkys Yelitza Batista Villaroel       | 22                           | Caracas                      | 2º Lugar (1.ª Finalista)                                        |                                    |                              |
| 2000 | Zonia Hassan El Hawi Musa              | 20                           | Porlamar                     | Top 10                                                          | La sonrisa más bella               |                              |
| 2001 | Nathalye Gabriela Gómez García         | 19                           | Porlamar                     | No Clasificó                                                    | La sonrisa más bella               |                              |
| 2002 | Driva Ysabella Cedeño Salazar          | 22                           | Porlamar                     | 3º Lugar (2.ª Finalista)                                        |                                    |                              |
| 2003 | Ingrid Alejandra Mora Wandelt          | 19                           | Pampatar                     | Top 20                                                          |                                    |                              |
| 2004 | Nathalia Carolina Sánchez Castillejos  | 19                           | Anaco                        | No Clasificó                                                    |                                    |                              |
| 2005 | Alexandra Braun Waldeck                | 22                           | Caracas                      | 4º Lugar (Miss Tierra)                                          | Miss Piel                          |                              |
| 2006 | Andreína González Vilachá              | 21                           | Porlamar                     | Top 10                                                          |                                    |                              |
| 2007 | Josephine Karam León                   | 23                           | Porlamar                     | No Clasificó                                                    |                                    |                              |
| 2008 | Natascha Alexandra Brandt Rodríguez    | 23                           | Porlamar                     | No Clasificó                                                    |                                    |                              |
| 2009 | Cristina Andrea Carmona Veiga          | 22                           | Caracas                      | No Clasificó                                                    |                                    |                              |
| 2010 | Melanie Reza Félix                     | 18                           | Caracas                      | Top 10                                                          |                                    |                              |
| 2011 | María Gabriela Quiñones Arzolay        | 21                           | Caracas                      | Top 10                                                          |                                    |                              |
| 2012 | Fabiola Del Valle Castilho Marcano     | 22                           | Ciudad Guayana               | No Clasificó                                                    |                                    |                              |
| 2013 | Gabriela María Graf-Stillfried Barreto | 23                           | Caracas                      | 5º Lugar (2.ª Finalista)                                        | Miss Confianza y La Piel más Linda |                              |
| 2014 | Emilia Valentina Rojas Serradas        | 19                           | Porlamar                     | No Clasificó                                                    | Miss Belleza Saludable             |                              |
| 2015 | Génesis Paola Saavedra Perdomo         | 20                           | Guatire                      | No Clasificó                                                    |                                    |                              |
| 2016 | Diana Macarena Croce García            | 19                           | Calabozo                     | 2º Lugar (1.ª Finalista)                                        |                                    |                              |
| 2017 | María Yerardy Montoya Padrino          | 22                           | San Casimiro                 | No Clasificó                                                    |                                    |                              |
| 2018 | Beida Fernanda Fossi García            | 23                           | Ocumare del Tuy              | No Clasificó                                                    |                                    |                              |
| 2019 | Claudia Isabel Marín Fernández         | 19                           | Porlamar                     | No Clasificó                                                    |                                    |                              |
| 2020 | Valentina Belén Sánchez Trivella       | 25                           | Porlamar                     | Top 5                                                           |                                    |                              |
| 2021 | Sachiko Inamoto Saá                    | 22                           | Barquisimeto                 | No Clasificó                                                    |                                    |                              |
| 2022 | Sharon Frontado Canelón                | 23                           | Caracas                      | Top 10                                                          |                                    |                              |
| 2023 | Katherine Marie Sena Paiva             | 23                           | Caracas                      | Top 10                                                          |                                    |                              |
| 2024 | Vanessa Andreína Peroza Tavares        | 25                           | Tinaquillo                   | Cuarta Finalista                                                | Miss Perfume de la Belleza         |                              |